# Нодье, Франко
Франко Нодье (африк. Franco Johan Naudé; род. 28 марта 1996 года, Претория) — южноафриканский регбист, центр (центральный трехчетвертной) команды «Локомотив-Пенза».

## Клубная карьера
Воспитанник академии «Блю Буллз». В молодёжном регби ярко проявлял себя. Был лучшим бомбардиром своей команды. 8 апреля 2016 года дебютировал на взрослом уровне. В 2017 сыграл первый матч в рамках Супер Регби. В 2019 перешёл в «Лайонз». Провёл 6 матчей в Супер Регби. В августе 2020 года подписал контракт с казанской Стрелой. Дебютировал за новый клуб в рамках матча Кубка России против «Славы» (победа 14-13), в котором занес попытку. В 2023 году перешел в РК "Локомотив-Пенза". Дебютировал за новый клуб в матче второго круга против казанской "Стрелы". Перед плей-офф получил травму колена, чем был очень раздосадован. Действующий чемпион России по регби.

## Карьера в сборной
В 2016 году провёл 5 матчей за сборной до 20 лет в рамках Молодёжного Кубка мира. Сыграл в матчах против Франции и Японии выходя на замену, против Аргентины играл с самого начала. В полуфинале с Англией вышел на замену, а команда проиграла. В матче за 3-е место снова вышел со скамейки и команда снова проиграла Аргентине.

## Личная жизнь
Называет своим кумиром Этьена Боту - бывшую звезду «Буллз», игравшего в центре веера и погибшего в автокатастрофе в 26 лет в 2005 году. Женат. Детей нет. 